# 쓰자와정
쓰자와정(津沢町)은 도야마현 도나미군·니시토나미군에 있던 정이다. 

## 역사
- 1889년 4월 1일 - 정촌제 시행에 의해  도나미군 산노촌이 성립하였다.
- 1896년 4월 1일 - 군 개편에 의해 도나미군이 분할해 니시토나미군이 성립에 의해 니시토나미군에 속하게 되었다.
- 1954년 7월 20일 - 야부나미촌, 미즈시마촌과 합병해, 도추정이 성립하였다.

## 참고문헌
- 『市町村名変遷辞典』東京堂出版、1990年。